# Хон Кхам
Хон Кхам (пом. 1432) — шостий правитель королівства Лансанг.
Зайняв трон 1430 року після вбивства його племінника, короля Юкхона, який став жертвою придворної змови. Доля Хон Кхама була схожою на долю двох його попередників, оскільки його було вбито за 18 місяців після сходження на престол.
Хроніки, в яких згадується Хон Кхам, належать до старовинних анналів королівства Лансанг, держав Ланна, Аюттхая та Бірма, й усі вони суперечать одне одному. Зокрема хроніки Лансангу перекладались іншими мовами та тлумачились по різному, що спричинило дискусії з приводу правдивості тих історичних джерел. Більшість дослідників вважають, що до оригінальних текстів навмисне вносились зміни, щоб не висвітлювати ті чи інші події з метою возвеличення власної держави. Окрім того, дослідникам вкрай важко встановити хронологію та чітку послідовність подій і правителів у той період історії королівства Лансанг. Тому події та дати біографії Хон Кхама не можуть бути цілком достовірними.

## Біографія
Був четвертим сином короля Самсенетаї, єдиною дитиною від королеви Нойонсо, дочки правителя держави Ланна. Його старшим братом був король Лан Кхам Денг.
Перш ніж зійти на престол Хон Кхам обіймав посаду губернатора провінції Сенгса. Зайняв трон 1430 року після вбивства його племінника Юкхона. На той момент держава перебувала у стані глибокої кризи, спричиненої боротьбою за владу між різними фракціями при дворі, а також амбіціями куртизанки Магадеві, яка мала величезний вплив на державні справи в королівстві. Окрім того, що вона була ініціаторкою вбивств попередників Хон Кхама, Пхомматата та Юкхона, за вказівкою Магадеві самого Хон Кхама було обрано спадкоємцем престолу, при чому вона фактично керувала Лансангом за формального правління Хон Кхама.
Доля Хон Кхама виявилась дуже схожою на долю двох його попередників: 1432 року Магадеві ініціювала його вбивство, оскільки той заважав здійсненню її мрій про абсолютну владу. Таким чином Хон Кхам пробув на троні лише 18 місяців, жодних інших історично важливих подій у той період у Лансангу зафіксовано не було. Його наступником на королівському троні знать обрала губернатора провінції Пакхуейлуанг і зведеного брата Хон Кхама, принца Кхам Там Са.

## Боротьба за владу
Магадеві не спинялась у своєму прагненні до безроздільного володарювання у Лансангу. Убивство Хон Кхама стало лише третім у ланцюгу смертей правителів того королівства, ініціаторкою яких була Магадеві. Близько 1440 року, коли їй було вже понад 90 років, вона мала шанс стати першою правителькою Лансангу. Втім знать об'єдналась і вирішила покласти край її свавіллю: Магадеві було вбито разом з її молодим чоловіком, а державу тимчасово очолила рада, що складалась із представників духовенства.
Одночасно державу роздирали протистояння між фракцією, що підтримувала зв'язки з сіамською державою Аюттхая, з одного боку, та фракцією, що залежала від Кхмерської імперії, з іншого. Перша з тих фракцій утворилась від самого початку заснування королівства Лансанг, коли його засновник Фа Нгум одружився з дочкою правителя Аюттхаї Рамадіпаті. Ця партія знайшла підтримку серед аристократів, відданих традиції мандала, що її започаткував у своїй державі Фа Нгум. Інша фракція була тісно пов'язана з кхмерським імператорським двором, який відіграв надважливу роль в об'єднанні лаоських земель та заснуванні королівства Лансанг. Деякі дослідники вважають, що саме конфлікт між тими двома фракціями призвів до повалення та заслання з країни її засновника, короля Фа Нгума 1372 року.
Лансанг продовжував потерпати від боротьби за владу між різними фракціями та від інтриг куртизанки Магадеві. Її нестримна жага до влади призводила до повалення та смертей монархів одного за одним. Також її інтриги дестабілізували становище при дворі та в усій державі загалом. Близько 1440 року, коли їй було вже понад 90 років, вона мала шанс стати першою правителькою Лансангу. Втім знать об'єдналась і вирішила покласти край її свавіллю: Магадеві було вбито разом з її молодим чоловіком, а державу тимчасово очолила рада, що складалась із представників духовенства.
Одночасно державу роздирали протистояння між фракцією, що підтримувала зв'язки з сіамською державою Аюттхая, з одного боку, та фракцією, що залежала від Кхмерської імперії, з іншого. Перша з тих фракцій утворилась від самого початку заснування королівства Лансанг, коли його засновник Фа Нгум одружився з дочкою правителя Аюттхаї Рамадіпаті. Ця партія знайшла підтримку серед аристократів, відданих традиції мандала, що її започаткував у своїй державі Фа Нгум. Інша фракція була тісно пов'язана з кхмерським імператорським двором, який відіграв надважливу роль в об'єднанні лаоських земель та заснуванні королівства Лансанг. Деякі дослідники вважають, що саме конфлікт між тими двома фракціями призвів до повалення та заслання з країни її засновника, короля Фа Нгума 1372 року.